# Javier Rodríguez Galiano
Pour les articles homonymes, voir Galiano.
Ne doit pas être confondu avec le joueur de futsal Javi Rodríguez.
Rodríguez  Galiano est un nom espagnol. Le premier nom de famille, en général paternel, est Rodríguez ; le second, en général maternel, souvent omis, est Galiano.
Javier Rodríguez Galiano, souvent surnommé Javi Rodríguez, né le 26 juin 2003 à Poio, est un footballeur espagnol qui évolue au poste de défenseur central au Celta de Vigo.

## Biographie

### Carrière en club
Né à Poio en Galice, Rodríguez rejoint l'équipe de jeunes du RC Celta de Vigo en provenance du club local du Marcón Atlético. Il fait ses débuts senior avec l'équipe C le 11 septembre 2022, titularisé lors d'un match nul 2-2 à domicile en Tercera Federación contre l'Atlético Arteixo. Il marque pour la première fois sept jours plus tard en inscrivant le deuxième but de son équipe lors d'une victoire 6-2 à domicile face au CD Choco.
Après avoir été titulaire régulier en équipe C, Rodríguez commence à jouer avec l'équipe B, pensionnaire de Primera Federación, en seconde moitié de la saison 2022-2023. En juillet 2023, il est définitivement promu en équipe B.
Rodríguez fait ses débuts en équipe première le 1er novembre 2023, en remplaçant en fin de match Carlos Domínguez lors d'une victoire 4-0 à l'extérieur contre le Turégano CF en Coupe du Roi. Il a fait ses débuts en Liga en début de saison 2024-2025, remplaçant Javier Manquillo lors de la première journée de championnat face à Alavés (victoire 2-1).

## Style de jeu
Rodríguez est principalement un défenseur central, mais peut peut également jouer sur les côtés. Il réalise par exemple un très bon match face au FC Barcelone en novembre 2024, en tant qu'arrière droit (2-2 score final),.

## Statistiques

### En club
| Saison                | Club                  | Championnat           | Championnat | Championnat | Championnat | Coupe(s) nationale(s) | Coupe(s) nationale(s) | Coupe(s) nationale(s) | Total | Total | Total |
| Saison                | Club                  | Division              | M.          | B.          | P.d.        | M.                    | B.                    | P.d.                  | M.    | B.    | P.d.  |
| 2022-2023             | Celta de Vigo C       | Tercera Federación    | 12          | 2           | -           | -                     | -                     | -                     | 12    | 2     | 0     |
| 2022-2023             | Celta de Vigo B       | Primera Federación    | 12          | 3           | 1           | -                     | -                     | -                     | 12    | 3     | 1     |
| 2023-2024             | Celta de Vigo B       | Primera Federación    | 34+2        | 3+0         | 1+0         | -                     | -                     | -                     | 36    | 3     | 1     |
| Sous-total            | Sous-total            | Sous-total            | 48          | 6           | 2           | -                     | -                     | -                     | 48    | 6     | 2     |
| 2023-2024             | Celta de Vigo         | La Liga               | 0           | 0           | 0           | 2                     | 0                     | 0                     | 2     | 0     | 0     |
| 2024-2025             | Celta de Vigo         | La Liga               | 32          | 3           | 2           | 4                     | 0                     | 1                     | 36    | 3     | 3     |
| Sous-total            | Sous-total            | Sous-total            | 32          | 3           | 2           | 6                     | 0                     | 1                     | 38    | 3     | 3     |
| Total sur la carrière | Total sur la carrière | Total sur la carrière | 92          | 11          | 4           | 6                     | 0                     | 1                     | 98    | 11    | 5     |